# Mary Ford
Pour les articles homonymes, voir Ford (homonymie).
Mary Ford, née Iris Colleen Summers le 7 juillet 1924 à El Monte en Californie et morte le 30 septembre 1977 à Arcadia en Californie, est une chanteuse, guitariste, actrice et compositrice américaine connue pour être la conjointe du guitariste et inventeur Les Paul avec lequel elle a formé un duo rencontrant un grand succès durant les années 1950.

## Biographie
La famille Summers était religieuse et vivait initialement dans le Missouri qu'elle quitte peu de temps après la naissance d'Iris pour déménager dans le sud de la Californie. La quasi-totalité de la famille a été ou est musicienne.
Mary Ford commence à travailler dans la musique dans les débuts des années 1940, elle joue de la country pour gagner sa vie. Travaillant avec l'acteur et musicien Gene Autry dans sa jeunesse, c'est lui qui la présente au guitariste et inventeur Les Paul en 1945 ; vers 1946 ils commencent à jouer ensemble. Pour des raisons pratiques, Les Paul trouve à Iris Summers un nom de scène aussi court que le sien à partir d'un annuaire téléphonique, ce sera Mary Ford.
Mary Ford se marie avec Les Paul le 29 décembre, en 1949.
Le couple enregistra pour la maison de disques Capitol Records à partir des débuts des années 1950. Mary Ford et Les Paul utiliseront l'enregistrement multipiste (invention de Les Paul) et d'autres techniques telles que l'utilisation de microphones pour le chant à des distances plus courtes de la bouche du musicien qui rendront les morceaux du duo unique. Ensemble, ils atteindront la première position des ventes de disques aux États-Unis avec les tubes How High the Moon en 1951, et Vaya con Dios (en) en 1953.
En 1964, le couple divorce et le duo musical se séparera aussi ; elle se marie avec un ancien ami d'enfance et jouera occasionnellement en Californie avec sa sœur qui était elle aussi musicienne.
Mary Ford s'éteint à la suite de complications engendrées par le diabète : elle est enterrée à Covina en Californie dans le cimetière Forest Lawn Memorial-Parks.